# Jimmy Giraudon
Pour les articles homonymes, voir Giraudon.
Jimmy Giraudon, né le 16 janvier 1992 à La Rochelle, est un footballeur français. Il évolue au poste de défenseur central à l'US Orléans.

## Carrière

### Jeunesse et formation
Né à La Rochelle, Jimmy Giraudon commence le football à Rochefort. Il évolue avec les 14 ans Nationaux du Rochefort FC lorsqu'il est recruté par les Chamois niortais qui l'intègrent à leur centre de formation.

### Débuts professionnels aux Chamois niortais (2010-2012)
Jimmy Giraudon fait ses débuts professionnels avec son club formateur le 10 septembre 2010, lors de la sixième journée de National face à l'En avant de Guingamp. Il est titulaire, joue l'intégralité de la rencontre, mais son équipe s'incline 2 buts à 0. Pour sa première saison, il ne joue que quatre matchs.
La saison suivante, il joue vingt matchs toutes compétitions confondues et Niort termine vice-champion de National et accède ainsi à la Ligue 2.

### Départ en amateur à Grenoble (2012-2016)
Jimmy Giraudon rejoint le Grenoble Foot 38 lors de l'été 2012. Il y joue durant quatre saisons et est l'un des hommes de base de Grenoble, alors entraîné par Jean-Louis Garcia.

### Retour au niveau professionnel avec Troyes (2016-2022)
Après quatre saisons en CFA à Grenoble, Jimmy Giraudon s'engage avec Troyes, alors relégué en Ligue 2, pour deux ans. Il retrouve son entraîneur de Grenoble, Jean-Louis Garcia, qui vient également d'arriver dans l'Aube et qui a tout fait pur le faire venir avec lui. 
Avec l'ESTAC, il évolue principalement au poste de défenseur central mais dépanne également en tant que milieu de terrain. Débutant 34 des 38 rencontres de Ligue 2 puis les matchs de barrages face au FC Lorient au cours de la saison 2016-2017, il est l'un des acteurs majeurs de la montée du club en Ligue 1. Néanmoins, à la suite de l'arrivée d'Oswaldo Vizcarrondo, il se retrouve sur le banc, Jean-Louis Garcia préférant associer le Vénézuélien à Christophe Hérelle. Il doit ainsi attendre le 23 septembre 2017, Vizcarrondo étant suspendu, et la septième journée pour connaître ses débuts en Ligue 1 lors d'un déplacement au FC Metz (victoire 0-1).
À partir de la saison 2018-2019, il s'impose en défense centrale à Troyes et devient le vice-capitaine de son équipe, derrière Stéphane Darbion, et le remplace en son absence. Titulaire indiscutable dans l'Aube, il contribue grandement au titre de champion de Ligue 2 de l'ESTAC et à la remontée dans l'élite du football français de son club lors de la saison 2020-2021.
La saison suivante, Jimmy Giraudon est toujours titulaire et capitaine de son équipe, jusqu'à l'arrivée de Bruno Irlès, qui remplace Laurent Batlles au poste d'entraîneur, en janvier 2022,. Indésirable à Troyes, il quitte le club en juin 2022, après 185 matchs joués et un titre de champion de France de deuxième division.

#### Prêt en Espagne à Leganés (2022)
À la suite des décisions prises par son nouvel entraîneur, Jimmy Giraudon perd sa place de titulaire et son brassard de capitaine. Il finit la saison 2021-2022 en prêt sans option d'achat en Espagne, à Leganés, en deuxième division espagnole. Il n'y jouera que cinq matchs avant de retourner dans l'Aube.

### AS Saint-Étienne (2022-2023)
Le 24 juin 2022, Jimmy Giraudon s'engage avec l'AS Saint-Étienne, tout juste relégué en Ligue 2. Il signe un contrat de deux ans avec les Verts, ce qui le lie au club jusqu'en 2024. Il est notamment recruté par Laurent Batlles, qu'il a connu lors de la montée en Ligue 1 avec Troyes, pour son expérience et sa connaissance de la Ligue 2. Il était l'un des piliers du dispositif de Batlles lors de son titre avec Troyes en 2021.
Il joue son premier match avec l'ASSE à l'occasion de la première journée de championnat, face à Dijon. Il est titulaire en défense centrale aux côtés d'Anthony Briançon et Mickaël Nadé, mais les Verts s'inclinent 2 buts à 1. La semaine suivante il est de nouveau titulaire face à Nîmes. En l'absence d'Anthony Briançon, il récupère le brassard de capitaine pour cette rencontre. Exclu face au FC Annecy lors de la 15e journée (défaite 2-1) alors que le club est dernier de Ligue 2, il ne réapparaît qu'à trois autres reprises, pour une seule titularisation, sous le maillot stéphanois sur la phase retour. Il descend alors dans la hiérarchie des défenseurs, voyant Briançon, Mickaël Nadé, Saïdou Sow, Léo Pétrot ou même Dennis Appiah lui être préférés. Le 30 juin, l'ASSE annonce la résiliation de son contrat.

## Statistiques
| Saison                | Club                  | Championnat           | Championnat | Championnat | Coupe nationale | Coupe nationale | Coupe de la Ligue | Coupe de la Ligue | Total | Total |
| Saison                | Club                  | Division              | M.          | B.          | M.              | B.              | M.                | B.                | M.    | B.    |
| 2010-2011             | Chamois niortais      | National              | 4           | 0           | -               | -               | -                 | -                 | 4     | 0     |
| 2011-2012             | Chamois niortais      | National              | 17          | 0           | 3               | 0               | -                 | -                 | 20    | 0     |
| Sous-total            | Sous-total            | Sous-total            | 21          | 0           | 3               | 0               | -                 | -                 | 24    | 0     |
| 2012-2013             | Grenoble Foot 38      | CFA                   | 24          | 0           | -               | -               | -                 | -                 | 24    | 0     |
| 2013-2014             | Grenoble Foot 38      | CFA                   | 22          | 1           | 1               | 0               | -                 | -                 | 23    | 1     |
| 2014-2015             | Grenoble Foot 38      | CFA                   | 25          | 0           | 3               | 0               | -                 | -                 | 28    | 0     |
| 2015-2016             | Grenoble Foot 38      | CFA                   | 30          | 0           | 1               | 0               | -                 | -                 | 31    | 0     |
| Sous-total            | Sous-total            | Sous-total            | 101         | 1           | 5               | 0               | -                 | -                 | 106   | 1     |
| 2016-2017             | ES Troyes AC          | Ligue 2               | 34+2        | 2+0         | 3               | 0               | 1                 | 0                 | 40    | 2     |
| 2017-2018             | ES Troyes AC          | Ligue 1               | 25          | 0           | 2               | 0               | 1                 | 0                 | 28    | 0     |
| 2018-2019             | ES Troyes AC          | Ligue 2               | 35+1        | 0           | 2               | 0               | 2                 | 0                 | 40    | 0     |
| 2019-2020             | ES Troyes AC          | Ligue 2               | 26          | 0           | -               | -               | 1                 | 0                 | 27    | 0     |
| 2020-2021             | ES Troyes AC          | Ligue 2               | 33          | 0           | -               | -               | -                 | -                 | 33    | 0     |
| 2021-2022             | ES Troyes AC          | Ligue 1               | 19          | 0           | -               | -               | -                 | -                 | 19    | 0     |
| Sous-total            | Sous-total            | Sous-total            | 175         | 2           | 7               | 0               | 5                 | 0                 | 187   | 2     |
| 2021-2022             | CD Leganés (prêt)     | LaLiga 2              | 5           | 0           | -               | -               | -                 | -                 | 5     | 0     |
| 2022-2023             | AS Saint-Étienne      | Ligue 2               | 16          | 0           | 1               | 0               | -                 | -                 | 17    | 0     |
| 2024-2025             | US Orléans            | National              | 29          | 0           | 3               | 0               | -                 | -                 | 32    | 0     |
| 2025-2026             | US Orléans            | National              | 2           | 0           | -               | -               | -                 | -                 | 2     | 0     |
| Sous-total            | Sous-total            | Sous-total            | 31          | 0           | 3               | 0               | -                 | -                 | 34    | 0     |
| Total sur la carrière | Total sur la carrière | Total sur la carrière | 349         | 3           | 19              | 0               | 5                 | 0                 | 373   | 3     |

## Palmarès
Chamois niortais
- Vice-champion de National en 2012

 ES Troyes AC
- Vainqueur du Championnat de France de Ligue 2 en 2021